# Вюрл, Дональд Уильям
Дональд Уильям Вюрл (англ. Donald William Wuerl; род. 12 ноября 1940, Питтсбург, США) — американский кардинал. Титулярный епископ Роземаркье и вспомогательный епископ Сиэтла с 3 декабря 1985 по 12 февраля 1988. Епископ Питтсбурга с 12 февраля 1988 по 22 июня 2006. Архиепископ Вашингтона с 22 июня 2006 по 12 октября 2018. Апостольский администратор архиепархии Вашингтона с 12 октября 2018. Кардинал-священник с титулом церкви Сан-Пьетро-ин-Винколи с 20 ноября 2010.

## Ранняя жизнь
Родился 12 ноября 1940 года, в Питтсбурге, штат Пенсильвания. Сын Фрэнсиса Дж. Вюрла (1910-1994) и Мэри Энн (в девичестве Шиффауэр) Вюрл. Второй из четырех детей, он имеет двух братьев, Уэйна и Дэнниса, и одну сестру, Кэрол. Его мать умерла, когда он был маленьким, и его отец позднее вступил в повторный брак Кэтрин Кавано (умерла в 1981 году), которая подняла Дональда и его родных братьев. Вюрл посещал приход Сент-Мэри Маунт и школу в районе Питтсбурга Маунт Вашингтон.

## Образование
Обучался в семинарии Святой Марии Маунта, в Цинциннати, штат Огайо, и в Католическом Университете Америки в Вашингтоне с 1960 года по 1963 год, где он был основным специалистом в философии. Продолжил своё обучение в Риме в Папском Григорианском университете и Папском университете Святого Фомы Аквинского, где получил свою докторантуру в богословии в 1974 году.

## Священническое служение
Был рукоположён в священника 17 декабря 1966 года. Его первое назначение было на место помощника священника в приходе Святой Розалии в Гринфилде районе Питтсбурга и секретаря тогдашнего питтсбургского епископа Джона Райта, который был возведён в кардиналы в 1969 году; Вюрл был его штатным секретарём в Ватикане с 1969 года до смерти Райта в 1979 году.
Поскольку кардинал Райт должен был использовать инвалидное кресло из-за своего серьёзного артрита в 1978 году, Вюрл, как секретарь Райта, был одним из трех не-кардиналов, допущенных внутрь Конклава, который избрал Кароля Войтылу папой римским Иоанном Павлом II.
Был ректором в семинарии Святого Павла в Питтсбурге с 1981 года по 1985 год. В 1982 году сделан исполнительным секретарём епископа Джона Маршалла для передачи под папский мандат изучения американских семинарий.

## Епископское служение

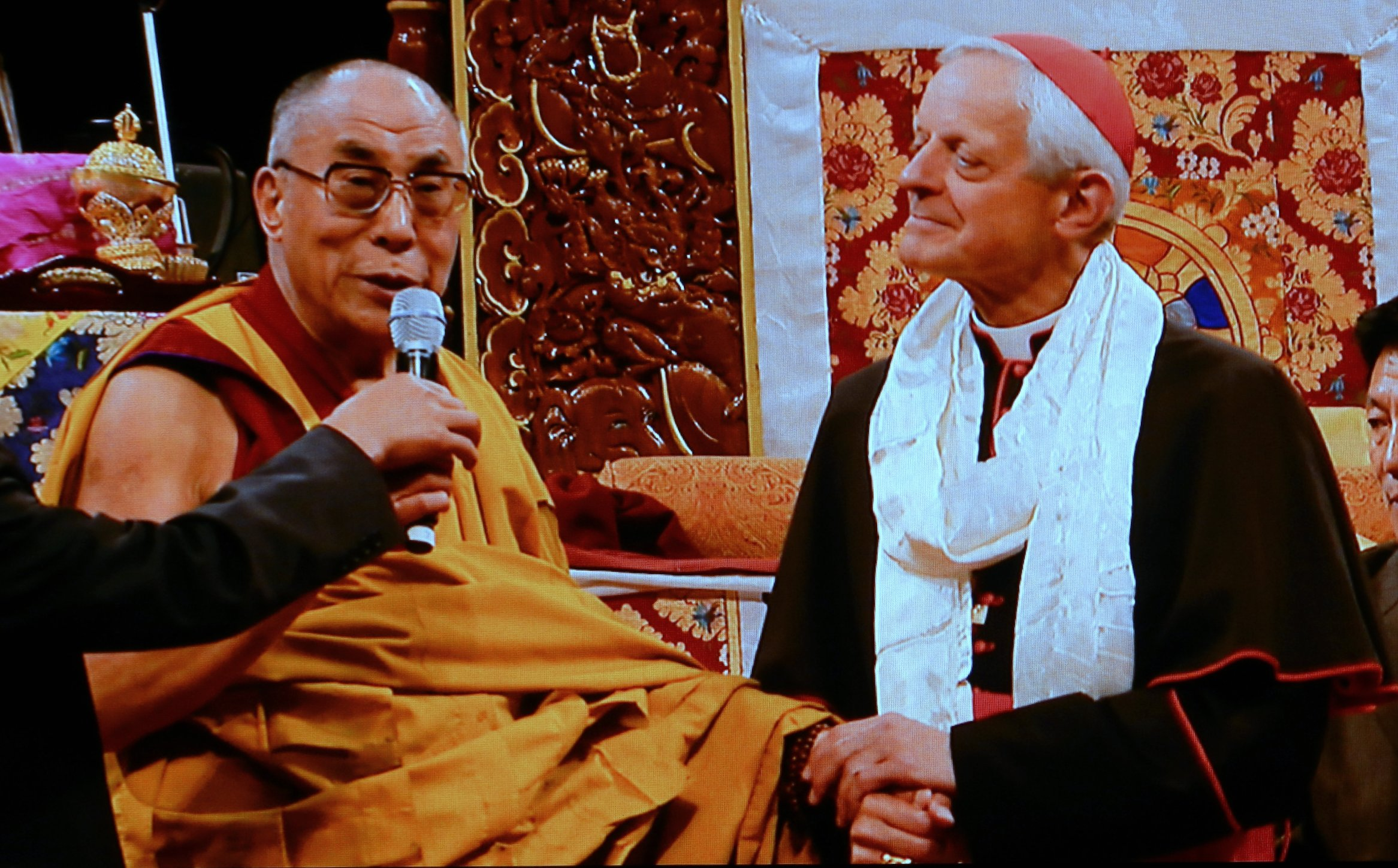

### Вспомогательный епископ Сиэтла
3 декабря 1985 года назначен титулярным епископом Розмарки и вспомогательным епископом архиепархии Сиэтла  которое было спорным, в том, что он должен был взять на себя много полномочий архиепископа Хантхаузена когда было дано "полное и окончательное принятие властных решений" в нескольких ключевых областях. Он получил полную власть над литургией, судом архиепархии, семинаристами и священническим образованием, освобождать от церковного служения священников, а также вопросы здравоохранения и служения гомосексуалистам.
Был рукоположён в епископа 6 января 1986 года в базилике Святого Петра в Риме, папой римским Иоанном Павлом II, которому сослужили и помогали кардинал Агостино Казароли — государственный секретарь Святого Престола и кардинал Бернарден Гантен — префект Конгрегации по делам епископов. Его епископский девиз — "Thy Kingdom Come" (Твоё Царство идёт).

### Архиепископ Вашингтона
16 мая 2006 года был назначен архиепископом Вашингтона.

## Кардинал
20 октября 2010 года, в ходе генеральной аудиенции, на площади Святого Петра, папа римский Бенедикт XVI объявил о назначении 24 новых кардиналов, среди них и Дональд Вюрл. Согласно традиции архиепископ возведён в сан кардинала-священника на этой консистории.
20 ноября 2010 года состоялась консистория на которой кардиналу Дональду Уильяму Вюрлу была возложена кардинальская шапка и он стал кардиналом-священником с титулярной церковью Сан-Пьетро-ин-Винколи. А 21 ноября состоялась торжественная Месса по случаю вручения кардинальских перстней.
Участник Конклава 2013 года.
12 октября 2018 года Папа Франциск принял отставку кардинала Вюрла с поста архиепископа Вашингтона.

#### Пастырское письмо архиепископа Вашингтона
- "The New Evangelization", 23 августа 2010 года.